# Mônica Waldvogel
Mônica Waldvogel (São Paulo, le 9 février 1956) est une journaliste et présentatrice brésilienne,. Elle a travaillé à Rede Globo, présentant le Jornal da Globo et le Jornal Hoje. Aujourd'hui, elle est la responsable du programme Entre Aspas, sur GloboNews.
Elle a reçu le Troféu Mulher Imprensa.